# Mairwa
Mairwa är en ort i Indien.   Den ligger i distriktet Siwān och delstaten Bihar, i den nordöstra delen av landet, 700 km öster om huvudstaden New Delhi. Mairwa ligger 72 meter över havet och antalet invånare är 20 163.
Terrängen runt Mairwa är mycket platt. Runt Mairwa är det mycket tätbefolkat, med 1 177 invånare per kvadratkilometer. Närmaste större samhälle är Siwan, 19,2 km öster om Mairwa. Trakten runt Mairwa består till största delen av jordbruksmark.